# Стаменковић
Стаменковић је српско патронимско презиме настало од мушког имена Стаменко. Може се односити на следеће особе:
- Љубиша Стаменковић (1964), фудбалски тренер
- Саша Стаменковић (1985), фудбалски голман
- Србољуб Стаменковић (1956–1996), фудбалер